# Kuchumatán
Kuchumatán es una población del municipio de Bacalar, ubicada al sur del estado mexicano de Quintana Roo. Fue una colonia fundada por inmigrantes guatemaltecos que huyeron de la guerrilla de su país. Actualmente es una localidad en crecimiento.